# Boubker el-Kadiri
Pour les articles homonymes, voir Kadiri.
 (mai 2012).
Si vous disposez d'ouvrages ou d'articles de référence ou si vous connaissez des sites web de qualité traitant du thème abordé ici, merci de compléter l'article en donnant les références utiles à sa vérifiabilité et en les liant à la section « Notes et références ».
Abou Bakr El Kadiri, né en avril 1913 et mort le 2 mars 2012 à Salé (Maroc), est un intellectuel, académicien, écrivain et homme politique marocain. Il est l'un des fondateurs du mouvement national marocain et l'un des signataires du plan de réformes marocaines de 1934 et du Manifeste de l'indépendance du 11 janvier 1944. Il est également l’un des précurseurs de l’enseignement moderne au Maroc, ayant fondé plusieurs « écoles libres » dans les années 1930 et 1940, malgré l’opposition des autorités du Protectorat. Il a assuré cette mission éducative jusqu’au milieu des années 1970.

## Parcours
Il est le quatrième fils d’Ahmed ben Cherif El Kadiri (né vers 1857 et décédé le 11 novembre 1921) et de Yamna bent Ghali Lamrini. Son père était l’une des plus importantes autorités morales de la ville de Salé. Il intègre l'école coranique dès son plus jeune âge. Il a 16 ans à la signature de la pétition contre le dahir berbère, il intègre l'école française des fils de notables de Salé. C'est dans ce contexte particulier qu'il commencera à affûter ses armes.
Il se reconvertit à l'enseignement. Il fonde à l'âge de 20 ans l'école Annahda (la Renaissance), école libre indépendante du système éducatif colonial, dont l'enseignement de toutes les matières était en langue Arabe. Étant progressiste, l'école est dirigée d'une manière moderne et la mixité fait son apparition.
Il n'arrêtera pas de militer en faveur de l'indépendance du Maroc et connaîtra plusieurs séjours dans les prisons du Protectorat. Déjà fiché lors de son exclusion de l'école des notables par l'autorité française, il totalisera entre 1935 et 1955 cinq années d'emprisonnement politique. Il consolidera de grandes amitiés avec d'autres personnalités marocaines comme Abderrahim Bouabid, Mohamed Aissaoui Elmestassi, ou El Hachmi El Filali (tous signataires du manifeste de l'indépendance). En 1932, il fonde l'Association pour la préservation du Coran, qui constituera l'un des socles du mouvement national. En 1934, il participe à la création du Comité d'action nationale (Koutlate al-Aamal-al-Watani), puis l’Association du jeune musulman ainsi que la Koutla en 1936. Il sera également cofondateur du Parti national (Al-Hizb al-Watani) en 1937 et du Parti de l'Istiqlal en 1944.
Après l'indépendance du Maroc, il est désigné en 1956 membre du Conseil national consultatif. Deux ans après, il participe activement à l’organisation de la Conférence de Tanger qui réunit les trois partis indépendantistes maghrébins (Istiqlal, FLN et Néo-Doustour), afin de réaliser le rêve d’un Maghreb uni.
En 1960, il est nommé au Conseil constitutionnel. Le Roi Hassan II le nommera deux décennies plus tard membre du Conseil de régence du Royaume.
En 1963, il échoue aux portes du premier parlement au Maroc dans son fief de Salé face à Moulay Mehdi Alaoui du parti UNFP. Écœuré par cet échec (surtout par le comportement jugé inconvenant de ses adversaires, contraire à ses valeurs), il ne se représentera jamais plus aux élections.
En 1980, le roi Hassan II lui proposa le poste de ministre des Affaires islamiques, offre qu'il déclina.
Abou Bakr El Kadiri était membre des instances dirigeantes du Parti de l'Istiqlal dont il était Inspecteur Général pendant plus de deux décennies, puis membre du conseil de la présidence. Très attaché à la cause palestinienne, il a été pendant 25 ans secrétaire général de l'Association marocaine pour le soutien de la lutte du peuple palestinien.
Homme de lettres, membre de l'Académie du royaume du Maroc et de l'Union des écrivains du Maroc, Abou Bakr El Kadiri était également un écrivain prolifique, avec à son actif de nombreux ouvrages historiques, politiques, biographiques, autobiographiques et religieux.
Il a également contribué dans le domaine du journalisme à travers la rédaction de nombreux articles engagés et la création de la revue mensuelle Al Imane et du journal hebdomadaire Arrissala.
Il meurt le 2 mars 2012 à Salé à l'âge de 98 ans et est inhumé à la Zaouia Kadiriya à Salé,,.

## Principales dates
(septembre 2013).
Domaines de l'éducation et de la pensée
- Fondateur en 1933 de l’école " Al Maktab Al Islami ", qui deviendra par  la suite l’école " Ennahda " (la " Renaissance "), puis en 1946, de l'école" Lalla Aïcha " pour l’enseignement des filles.
- Membre de l'Académie du royaume du Maroc.
- Membre de l'Union des écrivains du Maroc.
- Auteur de plus d’une cinquantaine d’ouvrages en langue arabe, parmi lesquels  "Mes Mémoires dans le Mouvement national marocain" (moudhakkirati fil harakah al wataniyyah al  maghribiyyah) (6  tomes) et l'ensemble Des Hommes que j’ai connus (rijaloun âraftouhoum) (16 tomes), portant notamment sur le Roi Mohammed V, Ahmed Balafrej, Mohammed Lyazidi, Omar Abdeljalil, Kacem Zhiri, Saïd Hajji…
- Fondateur de la revue mensuelle Al Imane (« La Foi ») et du journal hebdomadaire Arrisala (« Le Message »)
- Il a contribué dès sa jeunesse, dans les années 1930, à divers journaux, notamment Al Maghrib puis Al Alam.

Mouvement national
- Parmi les 10 nationalistes ayant présenté à Sa Majesté le Roi Mohammed V le Plan de Réformes marocaines en 1934.
- Un des fondateurs du Comité d’action marocaine (Kutlat al Âmal al Watani) (1934), du Parti National (1937) et du Parti de l’Istiqlal (« Indépendance ») (1944)
- Il a participé à l’élaboration du Manifeste de l’Indépendance en 1944, dont il est l’un des signataires (11 janvier 1944).
- Il a été emprisonné pour la première fois en 1936 après avoir fondé une école libre, puis emprisonné à nouveau au cours la même année pour avoir milité pour les libertés publiques.
- Il a été emprisonné en 1937 après avoir prononcé un discours à la Grande Mosquée de Salé.
- Il a été arrêté le 29 janvier 1944 puis emprisonné pendant deux années après la présentation du Manifeste de l’Indépendance.
- Il a été exilé à Tafingoult, dans le sud du Maroc, à la suite des événements de décembre 1952. Il a été menacé de lourdes peines par le tribunal militaire avant d’être emprisonné pendant deux années.

Il totalisera entre 1936 et 1955 plus de cinq années de prison.
Après l'Indépendance
- Un des principaux dirigeants du parti de l'Istiqlal, dont il fut dès l'origine membre du comité exécutif, inspecteur général pendant plus de 30 ans, puis membre du Conseil de la Présidence.
- Membre de l'Assemblée Nationale Consultative en 1957.
- Membre de la délégation marocaine à la Conférence de Tanger (avril 1958).
- Membre du Conseil constitutionnel, chargé de préparer un projet de constitution, en 1961.
- Membre du Conseil supérieur pour l’Education nationale.
- Membre du Conseil du Plan.
- Membre de la Commission royale pour la réforme de l’enseignement.
- Parmi les fondateurs de la Koutla en 1970.
- Membre de l’Académie du royaume du Maroc depuis 1981.
- Membre du Conseil de régence depuis 1981.
- Parmi les fondateurs de l'Association marocaine de soutien à la lutte palestinienne en 1968, qu'il a dirigée de 1972 à 1992.
- Secrétaire général adjoint du Front arabe d'appui à la révolution palestinienne (Beyrouth, 1972).
- S'est vu confier plusieurs missions de défense de la cause nationale et de la cause palestinienne à l'étranger.

Domaine de la pensée islamique
- Un des fondateurs de l’Association de préservation du Saint Coran en 1932.
- Président-fondateur de l’Association La Jeunesse de la renaissance islamique en 1962.
- Membre de la Ligue des Oulémas du Maroc.
- Membre du Comité exécutif du Congrès du monde musulman (Karachi), de la Ligue islamique mondiale (Jeddah) et du Congrès islamique africain (Dakar).
- Membre du Congrès islamique afro-asiatique (Bandung), Indonésie.
- Membre du Congrès islamique (Tokyo).
- Membre du Congrès islamique (Sri Lanka).
- Il a participé à de nombreuses conférences internationales au Maroc et à l’étranger.

## Fondation
La Fondation Aboubakr El Kadiri (FONDAB) a été créée en 2010 par des proches et amis de Abou Bakr El Kadiri.
Cette fondation est destinée à la promotion de la culture et des idées (notamment valeurs patriotiques et civiques), et se veut un espace de réflexion à la fois philosophique, sociologique, et politique. Des débats et conférences sont régulièrement organisés à Rabat et Salé avec des intervenants d'horizons divers.

## Famille
- Un de ses fils, Khalid El Kadiri, a été Directeur Général de la Caisse de dépôt et de gestion.